# تيم ويلسون
تيم ويلسون (بالإنجليزية: Tim Wilson)‏ هو سياسي بريطاني، ولد في 12 مايو 1961. حزبياً، نشط في حزب استقلال المملكة المتحدة.